# Raimund-Ekkehard Walter
Raimund-Ekkehard Walter (* 30. Dezember 1939 in Sonneberg) ist ein deutscher Jurist und Rechtsbibliothekar.

## Leben
Raimund-Ekkehard Walter wurde als Sohn des Landgerichtsdirektors Raimund Walter (1910–1997) und dessen Ehefrau Hildegard Walter (1913–2008) in Sonneberg (Thüringen) geboren. Er war das erste von sechs Kindern. Nach der Übersiedlung von Thüringen in das Ruhrgebiet (1949) bestand er 1959 das Abitur an dem Neusprachlichen Gymnasium Goetheschule in Essen. Anschließend leistete er seinen Wehrdienst. Das Studium der Rechtswissenschaft führte ihn nach München und Marburg. Die Erste juristische Staatsprüfung fand 1964 statt, die Promotion zum Dr. jur. 1971, beides in Marburg. Anschließend folgte die Ausbildung zum höheren Bibliotheksdienst in Bochum und Köln. Ab 1972 war er an der Staatsbibliothek Preußischer Kulturbesitz tätig, ab 1978 als Bibliotheksdirektor. Er war Leiter des Fachreferatsbereichs Recht und des Sondersammelgebiets Rechtswissenschaft der Deutschen Forschungsgemeinschaft (DFG) bei der Staatsbibliothek. Seit 1978 war er zusätzlich als Ausbildungsleiter tätig. In den Jahren 1982–1997 hatte er am Institut für Bibliothekswissenschaft der Freien Universität / Humboldt-Universität Berlin einen Lehrauftrag Rechtskunde für Bibliothekare inne.
In den bibliothekarischen Berufsvereinigungen und Arbeitsgemeinschaften wirkte Walter viele Jahre. 1972–1978 war er Pressesprecher und 1974–1978 Mitglied des Vereinsausschusses des Vereins Deutscher Bibliothekare (VDB); von 1978 bis 1982 im Vorstand der Arbeitsgemeinschaft für juristisches Bibliotheks- und Dokumentationswesen (AjBD), von 1980 bis 1982 als Vorsitzender. Diese Vereinigung von juristischen Bibliothekaren und Dokumentaren förderte er durch engagierte Verbandsarbeit. In den Jahren 1992–1995 war er Vorstandsmitglied der International Association of Law Libraries (IALL), der internationalen Vereinigung juristischer Bibliotheken. 1990 war er Gastbibliothekar an der Yale Law Library (Rechtsbibliothek der Yale-Universität) in den USA und arbeitete dort bei der International Law Section (Abteilung für internationales Recht) mit.
1972 heiratete er Gudrun Walter-Lorenz (1938–2010), die an der Staatsbibliothek als Fachreferentin für Romanistik tätig war. Im Jahre 2002 ging er in den Ruhestand.

## Schriften
- Die Kriminalpolitik König Jérômes im Königreich Westphalen 1807–1813. Diss. jur. Marburg 1971.
- Untersuchungen zu einem Bibliotheksförderungsgesetz. Finanzielle Förderung und Strukturpolitik, insbesondere im Bereich Öffentliche Bibliotheken im Lande Nordrhein-Westfalen. (AfB-Materialien, Band 7). Deutscher Bibliotheksverband, Arbeitsstelle für das Bibliothekswesen, Berlin 1974, ISBN 3-87068-707-X.
- [Hrsg., mit Hans-Peter Geh, Reinhard Oberschelp, Wilhelm Totok:] Organisation und Technik in Bibliotheken. Vorträge, gehalten auf dem 64. Deutschen Bibliothekartag 1974 vom 4. bis 8. Juni 1974 in Braunschweig. Klostermann, Frankfurt am Main 1975, ISBN 3-465-01113-9. (Zeitschrift für Bibliothekswesen und Bibliographie. Sonderheft 21.)
- Verzeichnis rechtswissenschaftlicher Zeitschriften und Serien (VRZS) in ausgewählten Bibliotheken der Bundesrepublik Deutschland einschließlich Berlin (West). Union list of legal serials in selected libraries of the Federal Republic of Germany including Berlin (West). Zugleich Nachtrag zum „Zeitschriftenverzeichnis der juristischen Max-Planck-Institute (ZVJM)“. Hrsg. von der Staatsbibliothek Preußischer Kulturbesitz, Berlin. Bearbeitet im Fachreferat Rechtswissenschaft. Bearbeiter: Helmut Dau, Eleonore Müller-Zahrt, Raimund-Ekkehard Walter. Saur, München 1978, ISBN 3-598-07079-9.[4]
- [Mit Frank Heidtmann:] Wie finde ich juristische Literatur. (Orientierungshilfen. Band 7 = Veröffentlichungen des Instituts für Bibliothekarausbildung der Freien Universität Berlin). 2. verb. u. aktual. Aufl.  Berlin-Verlag, Berlin 1984, ISBN 3-87061-281-9.
- Katalog der Bestände zum Recht des romanischen Rechtskreises. Catalogue of the holdings pertaining to the law of the Romanic law countries. Europa – Afrika. Erwerbungen seit 1946. Bearb. im Fachreferat Rechtswissenschaft. Redaktion: Fritz Kreh, Raimund-Ekkehard Walter. Band 1.2. Registerband. Staatsbibliothek Preußischer Kulturbesitz, Berlin 1985–87, ISBN 3-88053-021-1, ISBN 3-88053-027-0, ISBN 3-88053-030-0.
- Katalog der Bestände zum anglo-amerikanischen Recht. Catalogue of library holdings in Anglo-American law. Bearb. im Fachreferat Rechtswissenschaft. Leitung der Redaktion: Anton Albert, Raimund-Ekkehard Walter. Register [und] Nachtrag 1–3. Staatsbibliothek Preußischer Kulturbesitz, Berlin 1979–1991, ISBN 3-88053-009-2, ISBN 3-88053-024-6, ISBN 3-88053-019-X, ISBN 3-88053-040-8.[5]
- [Hrsg., mit Ralph Lansky:] Im Dienste des Rechts und der Rechtsliteratur. In the service of law and legal literature. Festschrift für Helmut Dau zum 65. Geburtstag am 30. September 1991. Berlin-Verlag, Berlin 1992, ISBN 3-87061-393-9. (Inhaltsverzeichnis)
- [Mit Gerd Hoffmann und Ralph Lansky:] Neue juristische Bibliographien und andere Informationsmittel (NJBI). New legal bibliographies and other information sources. Erläuternde Auswahlbibliographie. Selective and annotated bibliography. Folge 1–6. In: Recht, Bibliothek, Dokumentation – RBD. Mitteilungen der Arbeitsgemeinschaft für juristisches Bibliotheks- und Dokumentationswesen. (AjBD)[6] 29–34 (1999–2004), ISSN 0935-2538. Fortsetzung des Handbuchs von Ralph Lansky: Bibliographisches Handbuch der Rechts- und Verwaltungswissenschaften. Bibliographical handbook of law and public administration. Band 1–3. Klostermann, Frankfurt am Main 1987–1999, ISBN 3-465-01726-9 (Band 1).
- [Mit Gerd Hoffmann und Ralph Lansky:] Neue juristische Bibliographien und andere Informationsmittel (NJBI). New legal bibliographies and other information sources. Erläuternde Auswahlbibliographie. Selective and annotated bibliography. Hoffmann, Schifferstadt 2013, ISBN 978-3-929349-60-3.[7]
- [Mit Ralph Lansky und Gerd Hoffmann:] Rechtsbibliothekarinnen und Rechtsbibliothekare im deutschsprachigen und internationalen Bereich in Vergangenheit und Gegenwart. Einführung und Biografie. (RuR) = Law Librarians in German-speaking Countries and International Relations in Past and Present Times. Introduction and Biography. Hoffmann, Schifferstadt 2020, ISBN 978-3-929349-10-8.